# Lost Paradise
Lost Paradise è il primo album in studio del gruppo musicale britannico Paradise Lost, pubblicato nel 1990 dalla Peaceville.

## Tracce
1. Intro – 2:42
2. Deadly Inner Sense – 4:36
3. Paradise Lost – 5:29
4. Our Saviour – 5:07
5. Rotting Misery – 5:16
6. Frozen Illusion – 5:21
7. Breeding Fear – 4:14
8. Lost Paradise – 2:08
9. Internal Torment II – 5:53

- Tutte le tracce sono state composte da Holmes e Mackintosh

## Formazione
- Nick Holmes - voce
- Greg Mackintosh  - chitarra solista
- Aaron Aedy - chitarra ritmica
- Steve Edmonson - basso
- Matthew Archer - batteria

### Altri musicisti
- Key Field - voce femminile in Breeding Fear